# 霰姓
霰姓（霰，漢語拼音：xiàn），中國的一個罕見姓氏，多分布在山东地区，人数稀少。目前尚不清楚該姓氏來源。